# 倫敦都會大學
51°33′06″N 0°06′38″W / 51.551574°N 0.110687°W
倫敦都會大學（London Metropolitan University，常稱：London Met）是一所位於英國倫敦的公立研究型大學。2002年8月1日由北倫敦大學和倫敦吉爾霍德大學合併而成。 在倫敦市和伊斯林頓分別有一個校區，此外還擁有一個圖書館、檔案館和博物館。

## 學術

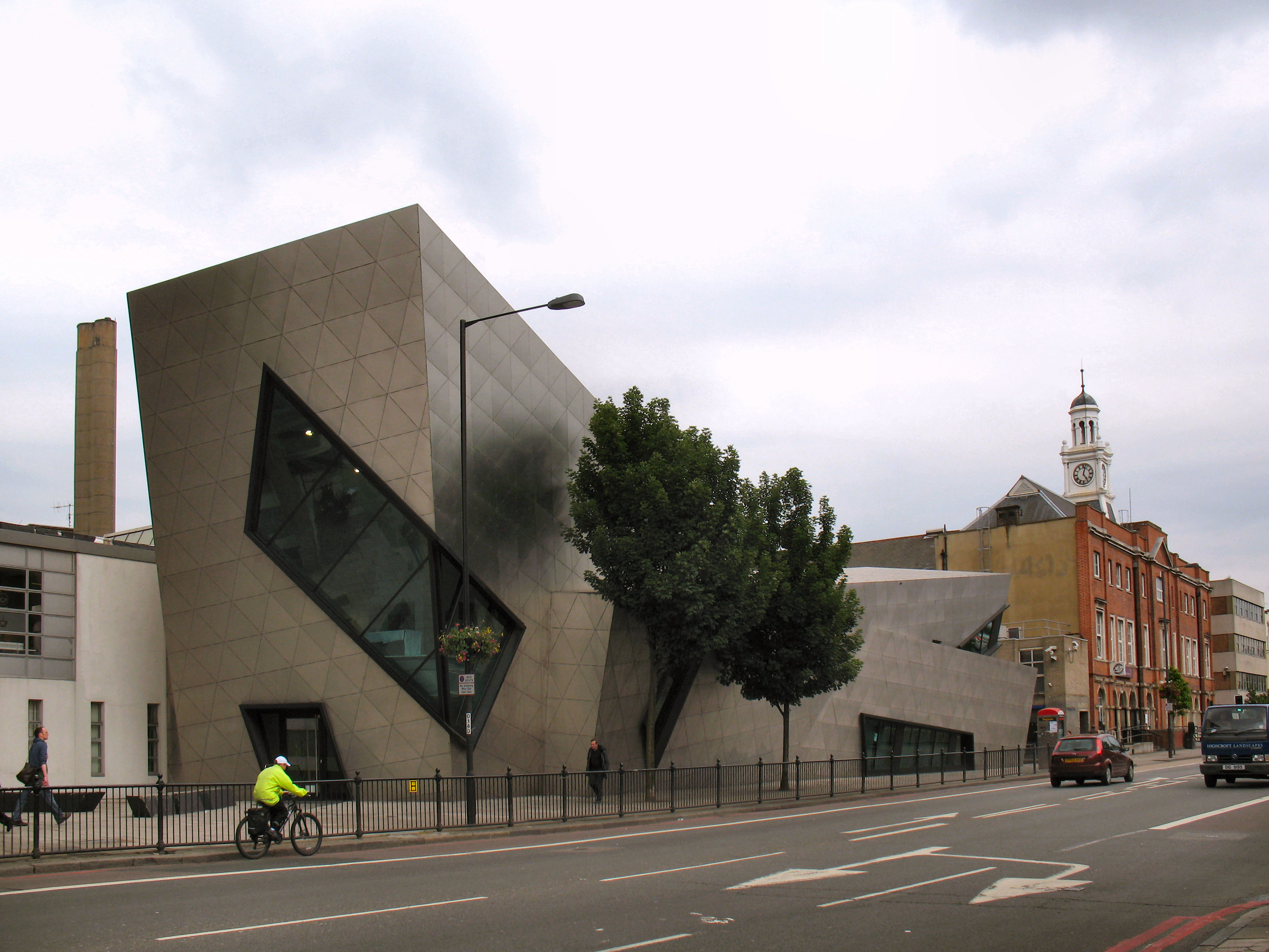
Graduate Centre和Clock Tower Building

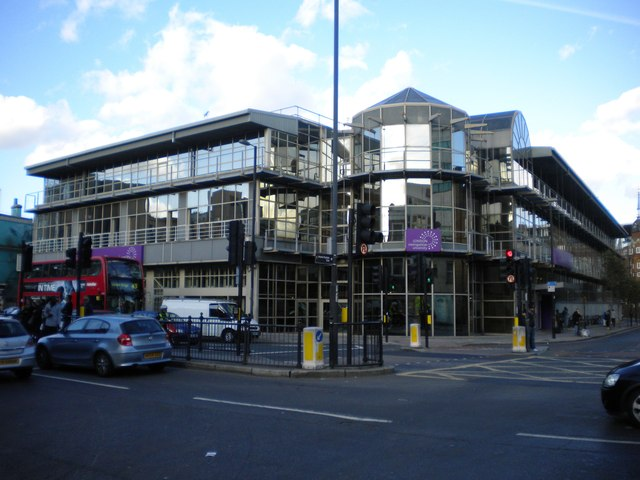
Learning Centre，北校區圖書館位於此建築中

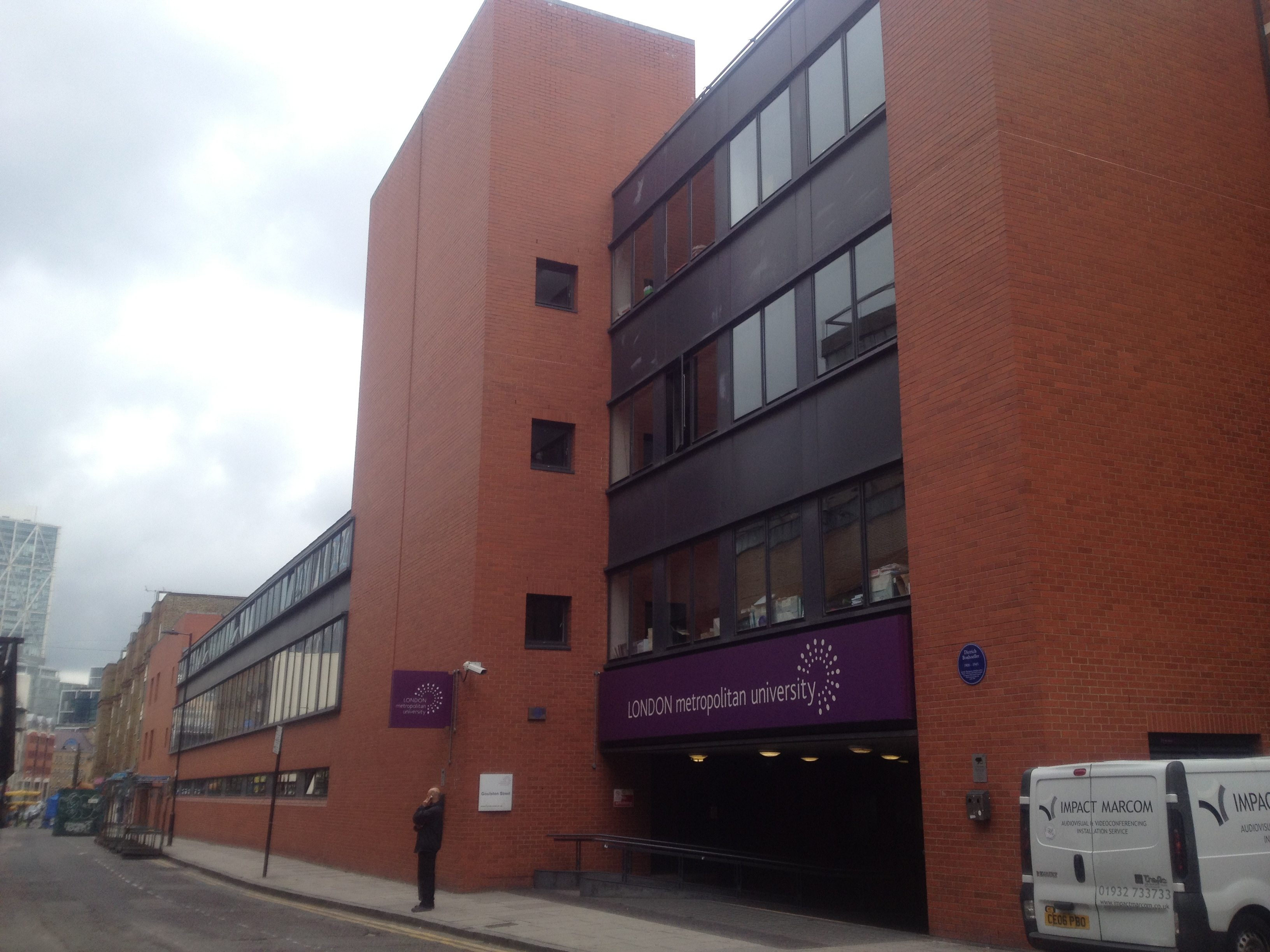
Law Building

倫敦都會大學有超過160門課程， 大學建築位於倫敦中心地區。此外在金奈、德里、達卡、拉哥斯和拉合爾有分校區。

### 院系
學院有四個系，下分數個學院。
- 約翰·卡斯爵士藝術、建築和設計系（Sir John Cass Faculty of Art, Architecture and Design）

- 藝術學院（School of Art）
- 建築學院（School of Architecture）
- 設計學院（School of Design）

- 商學與法學系（Faculty of Business and Law）

- 商學院（School of Business）
- 法學院（School of Law）

- 生命科學與計算機系（Faculty of Life Sciences and Computing）

- 人類科學學院（School of Human Sciences）
- 心理學學院（School of Psychology）
- 計算機學院（School of Computing）

- 社會和人文科學學院（Faculty of Social Sciences and Humanities）

- 社會科學學院（School of Social Sciences）
- 社會職業學院（School of Social Professions）
- 媒體、文化和交流學院（School of Media, Culture and Communication）
- 政治與國際關係學院（School of Politics and International Relations）

### 排名
2013年衛報大學指南將其列在120所英國高等教育機構中的倒數第二位。 完全大學指南也將其列在116所大學中的倒數第二位。
2011年高等教育質量保障局將該大學學術標準定為“基本可信賴”（reasonable confidence）。 2008年科研評估將其排在132所高等教育機構中的第107位。
其建築學部和美國研究學科排在全國20位左右。

### 事件
2012年8月3日，倫敦都會大學由英國邊境管理局給予的“高信賴度地位”（highly-trusted status）被撤銷，同時也取消了發給該大學非歐盟國際學生的簽證，因此這些學生不得不退學轉入其他教育機構。現在其接受國際學生的許可已經恢復，但仍處於監控當中。

## 外部連結
- 官方网站
- London Met Student Union （页面存档备份，存于）
- London Met UNISON （页面存档备份，存于）